# Эль-Кармен-де-Вибораль
Эль-Кармен-де-Вибораль (исп. El Carmen de Viboral) — город и муниципалитет на севере Колумбии, на территории департамента Антьокия. Входит в состав субрегиона Восточная Антьокия.

## История
Поселение, из которого позднее вырос город, было основано 11 апреля 1752 года. Муниципалитет Эль-Кармен-де-Вибораль был выделен в отдельную административную единицу в 1814 году.

## Географическое положение

Муниципалитет Эль-Кармен-де-Вибораль

Город расположен в юго-восточной части департамента, в гористой местности Центральной Кордильеры, на расстоянии приблизительно 25 километров к востоку-юго-востоку (ESE) от Медельина, административного центра департамента. Абсолютная высота — 2138 метров над уровнем моря.

Муниципалитет Эль-Кармен-де-Вибораль граничит на севере с муниципалитетом Маринилья, на северо-западе — с муниципалитетом Рионегро, на западе — с муниципалитетами Ла-Сеха и Ла-Унион, на юго-западе — с муниципалитетом Абехорраль, на юге — с муниципалитетом Сонсон, на востоке — с муниципалитетом Кокорна, на северо-востоке — с муниципалитетом Эль-Сантуарио. Площадь муниципалитета составляет 448 км².

## Население
По данным Национального административного департамента статистики Колумбии, совокупная численность населения города и муниципалитета в 2012 году составляла 44 992 человек.
Динамика численности населения муниципалитета по годам:
| 2005   | 2006   | 2007   | 2008   | 2009   | 2010   | 2011   | 2012   |
| ------ | ------ | ------ | ------ | ------ | ------ | ------ | ------ |
| 41 012 | 41 526 | 42 095 | 42 670 | 43 237 | 43 825 | 44 403 | 44 992 |

Согласно данным переписи 2005 года мужчины составляли 49,3 % от населения Эль-Кармен-де-Вибораля, женщины — соответственно 50,7 %. В расовом отношении белые и метисы составляли 97,2 % от населения города; негры, мулаты и райсальцы — 2,8 %.
Уровень грамотности среди всего населения составлял 91,6 %.

## Экономика
Основу экономики Эль-Кармен-де-Вибораля составляют сельскохозяйственное производство и производство керамики.

58,4 % от общего числа городских и муниципальных предприятий составляют предприятия торговой сферы, 28,6 % — предприятия сферы обслуживания, 11,9 % — промышленные предприятия, 1,1 % — предприятия иных отраслей экономики.